# Mušničarke
Mušničarke (znanstveno ime Amanitaceae) so družina gliv iz reda listarjev (Agaricales) s klobukom in belimi, prostimi lističi. Trosni prah je bel, bet pa ima v večini primerov zastiralce ter pri dnu ostanke zunanje ovojnice.
Večina gliv iz te družine je strupenih, vendar to ni pravilo, saj so nekatere užitne, nekatere pa pogojno užitne.

## Seznam rodov mušničark Slovenije[2]
- mušnice in lupinarji (Amanita)
- spolzenke (Limacella)
- spolzenci (Limacellopsis)
- mušničarji (Saproamanita)
- nasluzenke (Zhuliangomyces)